# Тсе, Алекс
Алекс Р. Тсе (англ. Alex R. Tse; род. 20 мая 1976) — американский сценарист, который написал сценарий к фильму 2004 года «Неудачник бесплатного города» и был одним сосценаристом супергеройского фильма 2009 года «Хранители». Тсе вырос в Сан-Франциско и поступил колледж Эмерсона в Бостоне.

## Ранняя жизнь
Алекс Тсе, являясь американским китайцем, родился в 1976 году в семье отца-банкира и мамы-учительницы. Он вырос в районе Ричмонд в Сан-Франциско. Там он пошёл учиться в начальную школу Аламо, среднюю школу Пресидио и среднюю школу Лоуэлла. Пока Тсе рос, его родители были фанатами кино и, следовательно, он подвергся просмотру фильмов, не предназначенных для его возраста, как например «Тяжёлый металл», «Выпускной» и «Другие ипостаси». Любимым фильмом отца был «Крёстный отец», а семья каждое Рождество смотрела по два фильма, как «Жить и умереть в Лос-Анджелесе».
Тсе поступил в колледж Эмерсона в Бостоне. Пока Тсе был первокурсником в Эмерсоне, он изучал журналистику как свою карьеру, работая на радио-шоу и понял, что это не было его стремлением. Он посмотрел фильм «Криминальное чтиво» и он был вдохновлён, что начал преследовать карьеру сценариста. Он описал влияние «Криминального чтива» на него так:
Я ничего подобного раньше не видел, с точки зрения повествовательной структуры, персонажей, точки зрения персонажей, все ссылки на поп-культуру и юмор. Казалось, что это всё выходило из моей чувственности… Хотя мир «Криминального чтива» является фантастическим, но очевидно не моим миром, чувствовалось, что это были те персонажи, которые говорили с точки зрения людей в вашем мире. И я не знаю, что этот фильм с тех пор сделал.
После окончания колледжа, он переехал в Лос-Анджелес в декабре 1998 года, чтобы преследовать карьеру сценариста.

## Фильмография
- Неудачник бесплатного города / Sucker Free City (2004) — сценарист, исполнительный продюсер
- Хранители / Watchmen (2009) — сценарист (вместе с Дэвидом Хейтером)
- Суперфлай / Superfly (2018) — сценарист
- Wu-Tang: Американская сага / Wu-Tang: An American Saga (2019) — сценарист, исполнительный продюсер